# Chiesa di Sant'Antonio alla Vicaria
La chiesa di Sant'Antonio alla Vicaria (detta anche chiesa di Sant'Antoniello alla Vicaria) è una delle chiese storiche di Napoli; è sita in via Oronzio Costa, ad angolo con vico Foglie a Carbonara.
La piccola chiesa è inglobata in una struttura che nel 1616 era un monastero. Nel 1792, per volere dei napoletani del luogo, vi fu eretto un ospizio col titolo di "Santa Maria Succurre Miseris e Sant'Antonio Patavino", dedicato alle discordie tra mogli e mariti. Successivamente cadde in stato di abbandono.
Le fonti riportano che il complesso fu poi concesso da Ferdinando II di Borbone, al sacerdote Antonio Durante, che raccoglieva elemosine per prendersi cura delle prostitute pentite. Il ritiro annesso alla chiesa, fu ben presto affollato da ben 100 donne.
La chiesa è adibita a deposito. All'interno della chiesa si registrava un bel dipinto di Fabrizio Santafede, raffigurante Sant'Antonio estatico innanzi la Vergine.